# Тишанская
Тишанская — станица в Нехаевском районе Волгоградской области России, административный центр Тишанского сельского поселения. Расположена на левом берегу реки Хопёр.
Основана в 1618 году.
Население — 358 (2010).
Площадь 86000 кв.м.

## История
Станица Тишанская, названа, вероятно, по речке Тишанке, правому притоку Хопра. Станица Тишанская упоминается в 1698 году в записях Петровского воеводы и в дневнике самого Петра Первого: «По Хопру числятся 25 городков: Усть-Бузулук, Акишев, Тишанская, …. В каждом из этих городков было по 100 или 140 дворов или куреней. А лет им по восемьдесят». Приблизительно годом возникновения станицы Тишанской можно считать 1618 год. Первоначально станица располагалась на левом берегу Хопра. На правую, Крымскую, сторону станица была перенесена после прекращения набегов крымских татар.
Вплоть до середины восемнадцатого века казачьи станицы подвергались нападениям со стороны кочевников. В 1690 году калмыки Чагана Тайши Батыра разорили 18 городков по Хопру и Бузулуку, в том числе и станицу Тишанскую. В 1713 (1717 ?) году кочевники вновь разорили Хопёрские станицы и в их числе станицу Тишанскую. Казаки станицы Тишанской приняли непосредственное участие в Булавинском восстании (1708 года). В 1792—1795 годах за отказ от переселения на Кавказскую линию тишанские казаки были наказаны, а в станице были поставлены царские войска. Станичный атаман Мазин, невзирая на седины и старость был высечен на майдане плетьми при всем народе.
В 1724 году построена Михайло-Архангельская церковь. В 1742 году — церковь во имя Покрова Пресвятой Богородицы, но, в 1782 году её заменили другой. В 1819 году этот храм перестроили. В 1864 году в день Покрова Богородицы была освящёна Покровская церковь с приделом во имя святой великомученицы Параскевы Пятницы.
Началом мирной жизни на Хопре, Медведице и Бузулуке, можно считать 1783 год (время правления Екатерины II). В 1799 году в станице числилось 232 служилых и 103 отставных. В Оренбургском походе на Индию участвовало их 70 человек.
Станица относилась к Хопёрскому округу Земли Войска Донского. В 1820-х годах открылась частная школа. В 1866 году в станице было открыто приходское училище. В том же году в станице вспыхнул пожар, огонь истребил 117 жилых домов, более 500 душ осталось без крова и были приведены в крайнее разорение. Тем не менее, население станицы быстро увеличивалось. Если согласно переписи 1859 года в станице проживало 239 мужчин и 267 женщин, то согласно переписи 1873 года в станице проживали уже 486 мужчин и 541 женщина, в хозяйствах жителей насчитывалось 139 лошадей, 84 пары волов, 489 голов прочего рогатого скота и 672 головы овцы.
С начала XIX века возникла Девятопятницкая (проводилась в конце мая или июня) и Сорокомученическая (9 марта) ярмарки, куда возили соль с Маныча, используя для этого до двадцати пар волов, но к середине XIX века солевозный промысел стал невыгодным и казаки стали снаряжать караваны на Волгу: везли оттуда сосновый лес, рыбу, дёготь, соль. Рыболовством занимались три артели по 10-15 человек, рыбу ловили вентерями, сежами и волокушами, которые в станице получили название «приволочек». Сбывали рыбу промышленникам из северных городов и продавали в станице. Звериный промысел, прибыльный в старину, в XIX веке уже отсутствовал. До середины XIX века процветало скотоводство. Некоторые казачьи хозяйства имели до 1000 овец, 100—150 голов рогатого скота и от 70 до 90 лошадей. До устройства железных дорог, Тишанская также являлась важным пунктом торговли хлебом. С устройством железных дорог навигация по Хопру практически прекратилась.
В 1930 году был организован колхоз «Беднота», затем был организован колхоз «Рассвет». В 1943 году образован Тишанский сельский совет (С 1954 года по 1960 год станица Тишанская относилась к Красновскому сельскому Совету). В 1957 году был организован откорсовхоз «Тишанский». В 1976 году откормсовхоз «Тишанский» расширился за счёт присоединения к нему хутора Мазинского, бывшего 6 отделения совхоза Ильича. В 1985 году к откормсовхозу присоединены хутора Артановский и Красновский. Станица Тишанская являлась центральной усадьбой, имела контору, МТМ, столовую, зернохранилища, мехток, откормплощадку КРС, СТФ, АЗС, детский сад на 40 мест, среднюю школу, почту, баню, дом культуры, библиотеку, была построена улица Молодёжная и многие другие жилые дома, была построена дорога с твердым покрытием.

## География
Станица расположена, в излучине реки Хопёр, на востоке Нехаевского района. С запада станица упирается в крутую гору, известную под названием Маяки, являющейся восточной периферией Калачской возвышенности, относящейся к Восточно-Европейской равнине. К востоку от станицы в пойме реки Хопёр — пойменные леса. Высота центра населённого пункта — 73 метров над уровнем моря. Почвы — пойменные кислые
Географическое положение
По автомобильным дорогам расстояние до районного центра станицы Нехаевской — 23 км, до областного центра города Волгограда — 390 км
Климат
Климат умеренный континентальный (согласно классификации климатов Кёппена — Dfa). Среднегодовая температура воздуха положительная и составляет + 7,1 °C. Средняя температура самого холодного января −8,8 °C, самого жаркого месяца июля +22,0 °C. Многолетняя норма осадков — 471 мм. В течение года количество осадков распределено относительно равномерно: наименьшее количество осадков выпадает в феврале (норма осадков — 27 мм), наибольшее количество — в июне (51 мм).
Часовой пояс
Тишанская, как и вся Волгоградская область, находится в часовой зоне МСК (московское время). Смещение применяемого времени относительно UTC составляет +3:00.

## Население
Динамика численности населения
| 1859 | 1873 | 1897 | 1915 | 1986  | 2002 |
| ---- | ---- | ---- | ---- | ----- | ---- |
| 506  | 1027 | 1193 | 850  | ≈ 510 | 445  |

| 2010 |
| ---- |
| 358  |